# Wilhelm Wiedasch
Wilhelm Friedrich Ernst Wiedasch (* 2. August 1821 in Wetzlar; † 23. April 1900 in Hannover) war ein deutscher Gymnasiallehrer und Schulleiter.

## Leben
Wilhelm Wiedasch wurde 1821 geboren als Sohn von Ernst Wilhelm Wiedasch. Nach dem Schulbesuch in Wetzlar sowie in Ilfeld am dortigen Pädagogium studierte er von 1839 bis 1843 Philologie und Geschichte an der Universität Marburg sowie an der Universität Göttingen, bevor er von Michaelis 1844 bis Michaelis 1848 zunächst als Hilfslehrer, dann als „Collaborator“ (= Mitarbeiter) am Pädagogium in Ilfeld tätig wurde.
Von 1848 bis 1857 wirkte Wiedasch dann am Gymnasium zu Aurich, wiederum zunächst als Collaborator, ab 1855 als Oberlehrer, und folgte von dort auf Ostern 1857 dem Ruf nach Hannover als Oberlehrer am Lyceum. Einer seiner dortigen Schüler wurde der spätere Kommunalpolitiker Franz Adickes, dem sich Wiedasch zeitweilig am meisten widmete und den er über mehrere Jahre in den Fächern Deutsch und vor allem in Geschichte unterrichtete.
Zu Ostern 1863 wurde Wiedasch zum Konrektor ernannt. Die Annexion Hannovers durch Preußen wirkte sich nicht merklich auf Wiedaschs Laufbahn aus; am 29. Mai 1869 erhielt er – entsprechend seinem Dienstalter und seiner Leistungen – den Titel des Professors, nachdem er schon seit 1849 zum Dr. phil. promoviert war.
Als in Hannover zu Beginn der Gründerjahre des Deutschen Kaiserreichs die Abteilung B des stark anwachsenden hannoverschen Lyceums zu Ostern 1871 in eine selbständige Anstalt umgewandelt wurde, wurde Wilhelm Wiedasch zum ersten Direktor der neuen Einrichtung berufen, an der er bis zu seinem Ruhestand ab Michaelis 1888 als Schulleiter des Städtischen Lyceum II am Kleverthor wirkte, das lutherisch ausgerichtet war.

## Schriften

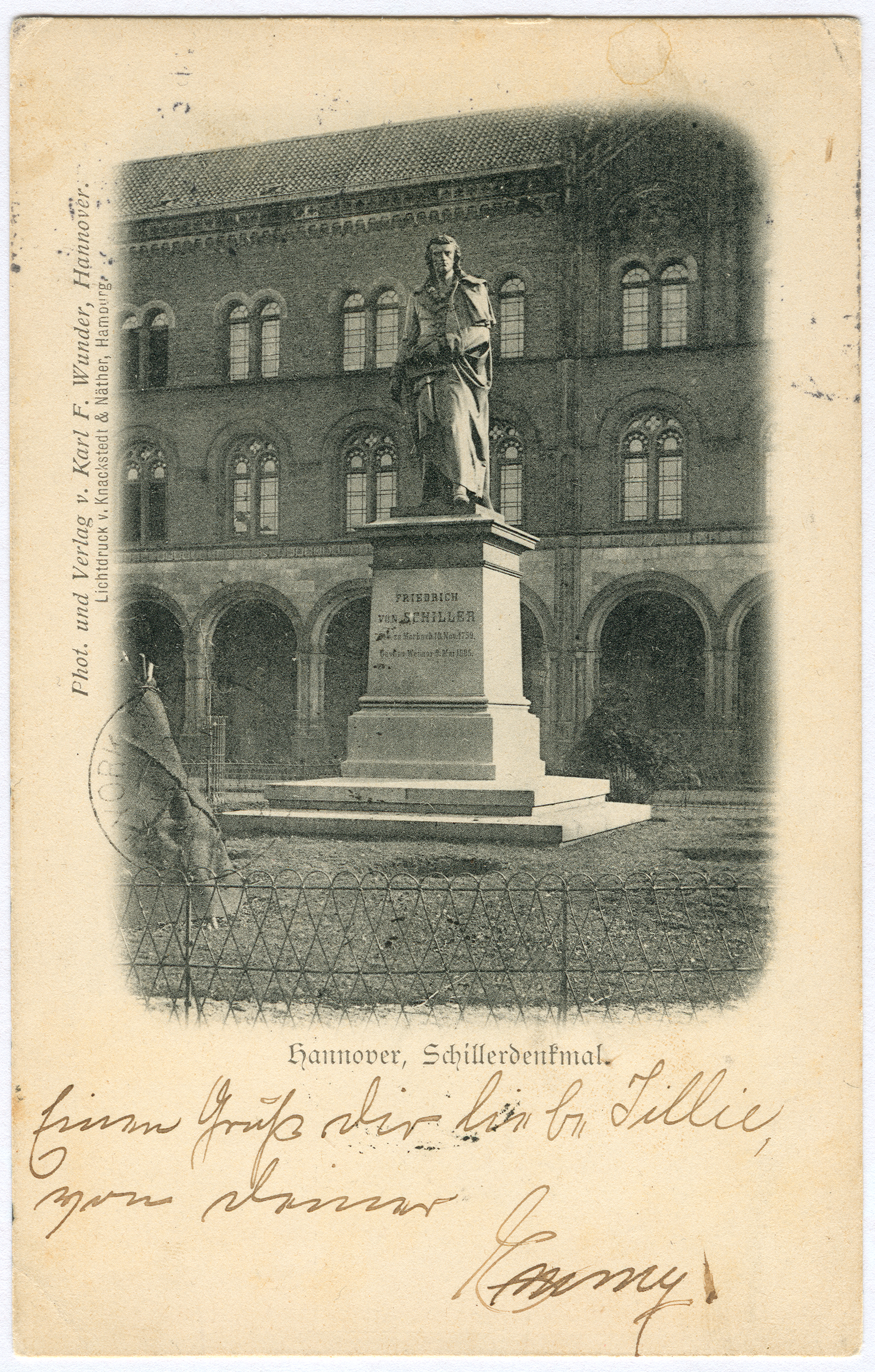
Das 1859 zum 100sten Todestag von Friedrich Schiller vor dem ehemaligen hannoverschen Lyceum aufgestellte Schillerdenkmal;
Ansichtskarte von Karl F. Wunder, um 1898

- Quaestiones chronologicae de Horatianis quibusdam carminibus, Nordhausen 1847
  - Partic. 1: Quo tempore scriptum sit Carmen I, 2 Digitalisat
  - 1/2: Cum excursu de Antonii morte
- Über den idealen Charakter, die künstlerische Form und den Gedankengehalt in Schillers Lied von der Glocke, 37 Seiten, Schulprogramm des Lyceums in Hannover, Culemann, Hannover 1858
- Wodurch ist Schiller der Lieblingsdichter der deutschen Nation geworden? Festrede, gehalten am 10. November 1859 bei der Schulfeier des Lyceums, Rümpler, Hannover 1859 (Digitalisat)
- Das Lied von der Glocke als ein Denkmal von Schiller's edler Geistesrichtung. Festgabe zur hundertjährigen Jubelfeier von Schiller's Geburtstag. Rümpler, Hannover 1859 (Digitalisat)
- Rede über die Grösse unserer Zeit, zur Feier des 22. März 1872, in Programm des Städtischen Lyceums II. am Kleverthor zu Hannover, Hannover 1872, S. 1–12
- Ueber die geschichtliche Bedeutung der ältesten Grundlagen des Gymnasialunterrichts mit Bezug auf die Gründung des neuen städtischen Gymnasiums. Rede gehalten bei Entlassung der ersten Abiturienten des Lyceums II. am 28. März 1874, In: Jahresbericht des Städtischen Lyceums II am Kleverthor zu Hannover. 1874/75, Riemschneider, Hannover 1875
- Lebensgang und Charakterbild des Kaisers, Königs Wilhelm's I. auf dem Hintergrund der geschichtlichen Ereignisse gezeichnet nach Göthe's Wort: „Es bildet ein Talent sich in der Stille, sich ein Charakter in dem Strom der Welt“
- Festrede zum 80. Geburtstage Sr. Majestät des Kaisers am 22. März 1877, Riemschneider Hannover 1878
- Festrede zur Feier des 87. Geburtstages Sr. Majestät des Kaisers und Königs Wilhelm I. gehalten am 22. März 1884, von Prof. Dr. Wiedasch, Städtisches Gymnasium Lyceum II am Kleverthor, Riemschneider, Hannover 1884
- Trauer- und Gedächtnis-Rede zu Ehren des hochseligen Kaisers und Königs Wilhelm / gehalten vom Direktor, in: Jahresbericht des Städtischen Gymnasiums Lyceum II. am Kleverthor zu Hannover, Hannover 1888, S. III-VIII; Digitalisat der Universitäts- und Landesbibliothek Düsseldorf
- Rede bei der Gedächtnisfeier für Seine Majestät den hochseligen Kaiser und König Friedrich, gehalten im Lyceum II Hannover, den 30. Juni 1888 von dem Direktor Wiedasch, in Jahresbericht des Städtischen Gymnasiums Lyceum II. am Kleverthor zu Hannover, 1889, S. III-VIII, Digitalisat der Universitäts- und Landesbibliothek Düsseldorf